# 安宅 (能)

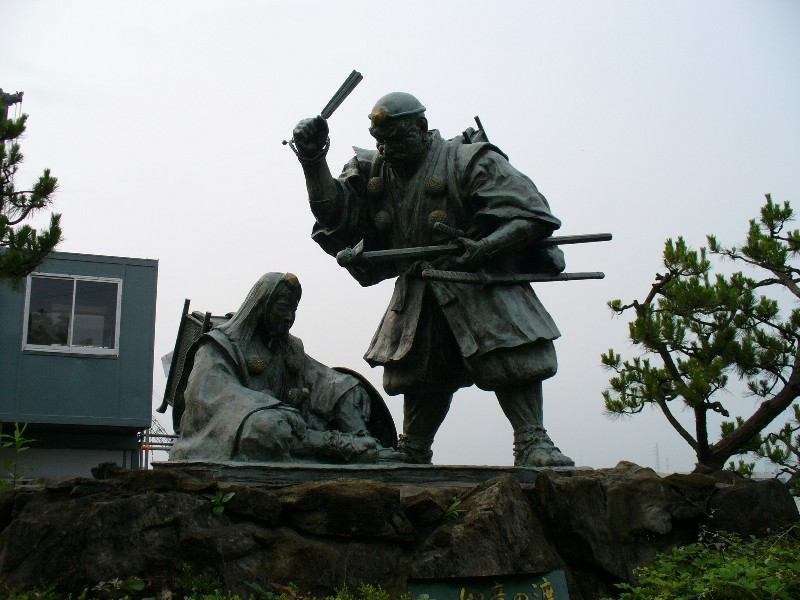
富山県高岡市伏木にある義経と弁慶の像

『安宅』（あたか）は、『義経記』などに取材した能楽作品である。成立は室町時代。作者不詳。一説に小次郎信光作者説があるが記録に残る最古の上演記録は寛正6年（1465年）で、信光の生年が宝徳2年（1450年）という最近の研究成果によると15歳の作ということになり不自然である。
如意の渡しでの話がもとになっていて義経主従が奥州に落ちる途中、安宅の関で関守富樫某（富樫泰家とされる）にとめられ弁慶がいつわりの勧進帳（寺院などの建立にあたって寄進を集めるための公認の趣意書）を読んでその場を逃れた逸話を描く。後世、浄瑠璃、歌舞伎などに展開してゆく義経物（判官物とも）の代表的作品である。

## 作品構成
義経主従が山伏に変装して奥州に下向する逸話は『吾妻鏡』、『源平盛衰記』、『義経記』などに拠っているが安宅の関での勧進帳の読み上げはこの作品ではじめてみられ作者の創作と思われる。弁慶と富樫のやりとりの緊張感、勧進帳の読み上げの見事さ、一旦逃れられると思わせて足弱の山伏（実は義経）が見とがめられ弁慶が思い切り主を杖で打つ場面、最後の酒宴の場の弁慶の舞など見所が多い。中入りなしの一段ものだが、「安宅までの道行」「勧進帳読み上げ」「義経打擲（ちょうちゃく）」「難を逃れた主従の対話」「富樫が追ってきて酒宴になる」の五場にわけられよう。ここではこれにしたがってあらすじを解説する。なおこの能は、狂言方も終始劇の進行に参加する「アシライ間（アイ）」である。
以下斜体で示した文は謡曲本文からの引用である。

### 登場人物
シテ
武蔵坊弁慶
ワキ
安宅の関の関守 富樫の何某（なにがし）
子方
源義経
オモアイ
義経一行の供をする強力（ごうりき）
アドアイ
富樫の家来の太刀持ち
ツレ（同山 9人）
義経の家来たち

### 安宅までの道行

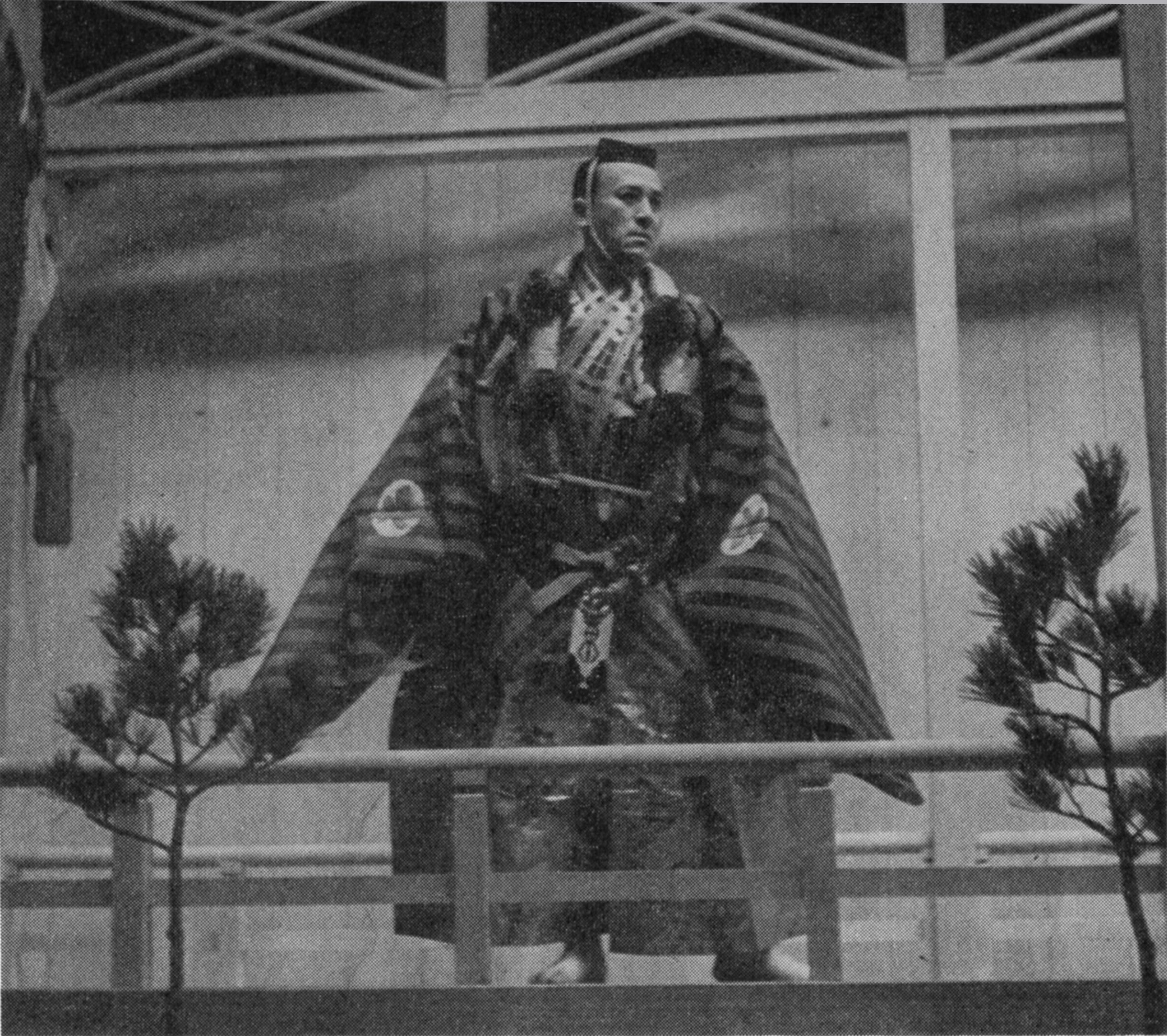
観世左近による『安宅』（昭和13年（1938年）1月）

加賀の国安宅の関をあずかっている富樫何某が登場。義経一行が山伏姿で逃亡しているので、もし山伏が通ったら報告せよといいおいてワキ座に控える。
一方、義経と弁慶、その他義経の家来、強力の総勢12人が山伏姿で橋懸（はしがかり）から登場。「旅の衣はすずかけの」という有名な謡を謡う。2月10日に都をでて逢坂関から近江にぬけ琵琶湖を船で海津までわたり、有乳山をこえて気比の海（今の福井県敦賀市）にたどりつき越前をとおって花の季節に加賀国安宅についたという謡である。
その地でここに新しい関所ができ山伏を詮議しているという情報を聞き、どうして通ろうかという相談になる。打ち破って通ろうという強硬な意見に弁慶は「この関を打ち破るのは簡単だが、のちの行程を考えて今は事をおこさないのが上策」と進言する。義経は弁慶にまかせたと言う。そこで弁慶は義経に「強力の荷物を背負い、いちばん後ろからくたびれた様子でついてきてください」と言い、そして本物の強力に対して様子を探ってこいと命じる。もどってきた強力は「ものものしく関を固めています」と報告する。一行は荷物を背負って足痛げな義経を最後尾に、安宅の関にむかう。

### 勧進帳読み上げ

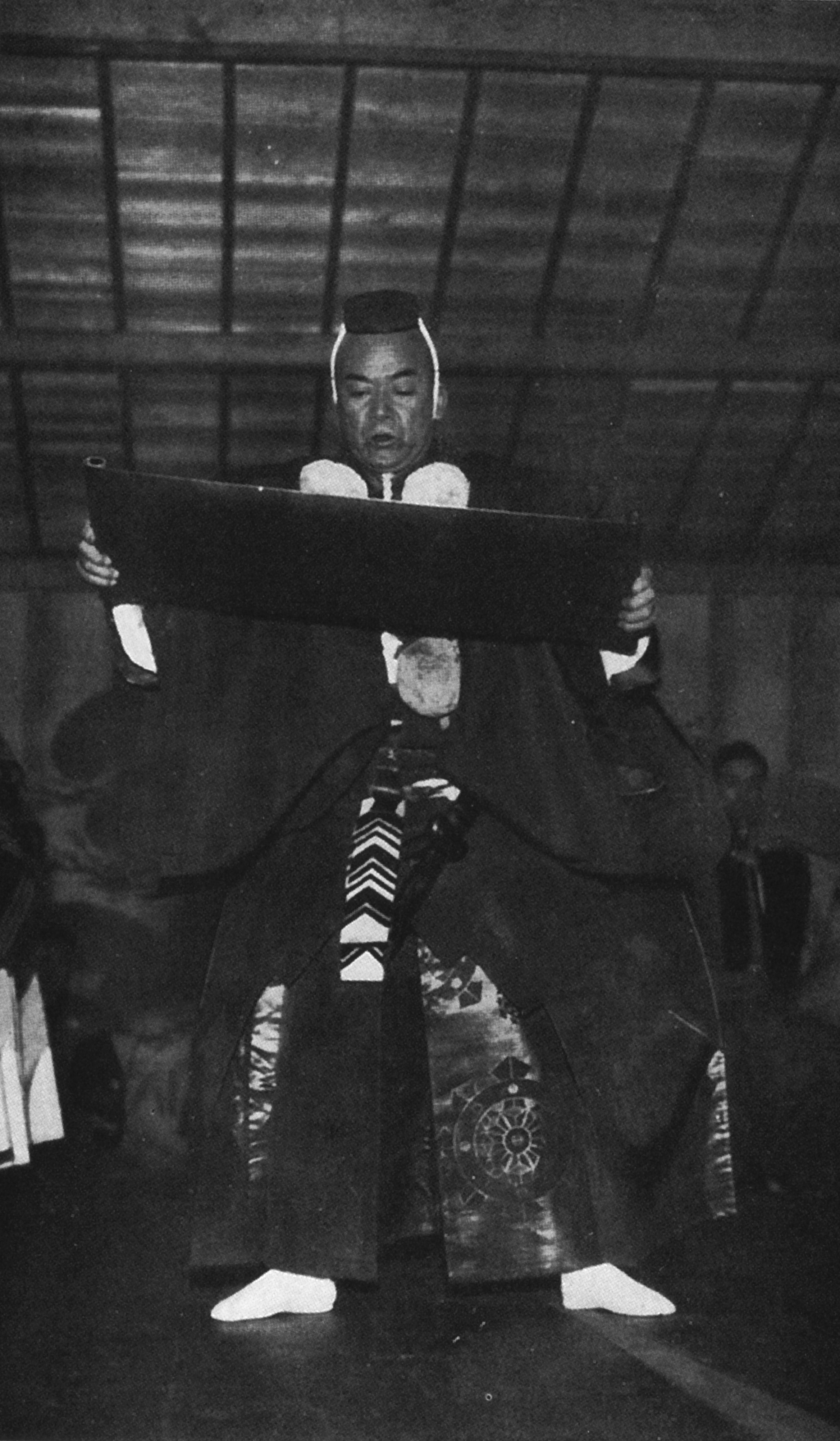
初世梅若万三郎による『安宅』（昭和6年（1931年）11月）。万三郎の得意曲として知られた

関にさしかかると富樫が尋問をはじめる。弁慶は「われらは奈良東大寺の再建のために北陸道につかわされた僧である」と答える。そしてこの関で山伏に限って止めるのは、どういう次第かと問う。富樫は「頼朝と不仲になられた義経が奥州の藤原秀衡をたよって山伏の姿で下向している。それを阻むためだ」と答える。富樫の家来の太刀持ちが「昨日も山伏を3人斬った」と言う。弁慶は「斬られるならば最期のつとめをしよう」と、山伏の由来を語りはじめる。供の山伏もそれに唱和する。最後に「山伏を討てば熊野権現の仏罰があたる」とおどしをかける。富樫は、「まことの山伏ならば『勧進帳』をもっているであろう。それを読み聞かせてくれ」と言う。
弁慶は「もとより勧進帳あらばこそ（もともと勧進帳などあるはずもない）」と独白、しかし持っていた巻物を出し勧進帳と称して高らかに読みはじめる。その内容は「聖武天皇最愛の夫人が建立せられた盧遮那仏の霊場（東大寺のこと）が絶えようとしていることを惜しみ、俊乗坊重源が諸国を勧進（寄付をつのること）してまわっている。もし一紙半銭なりと奉れば、この世では無比の楽を得、来世では数千の蓮の上に座すことになる」というものである。その読み上げがいかにも見事であるので、関の人々はおどろきおそれて一行を通そうとした。

### 義経打擲
最後に義経が通ろうとすると、富樫は「そこのもの とまれ」と命ずる。山伏一行はこの君をあやしまれては一大事と色めき立つが、弁慶は一同をとどめて「どうしてこの強力をとめるのか」とたずねる。富樫は「その強力が判官殿に似ているという者がいるのだ」と答える。それを聞いて弁慶は義経に向かい「今日のうちに能登の国まで行こうとしているのに、お前がよろよろと歩いているばかりに、人に怪しまれてしまうのだ。金剛杖でさんざんに打ち据える」と言って杖で義経を打つ。
富樫が止めようとすると弁慶は「荷物をもっているものに目をつけるとは、盗人か」と悪態をつき、供の者たちも「強力に刀を抜くとは臆病者」と立ち向かう勢いである。その迫力におそれをなし富樫は「誤りであった、どうぞお通りください」と関を通してしまう。

### 難を逃れた主従の対話
関から離れたところで弁慶は義経に床几をすすめ「さきほどは難儀のあまり思わぬことをしてしまいました。御運がつきて弁慶の杖にもあたられたこと、まことに情けない思いです」とわびると、義経は「それは心得ちがいだ。弁慶のとっさの機転は天の加護だ。さきほどの散々の打擲は弁慶ひとりのはかりごとではない。八幡大菩薩の御宣託である」と答える。弁慶はそれに感激しながらも「いかに末世といえども主君を打つとは。天罰がくだりましょう」と言う。
義経は「今日の難をのがれたのも不思議なこと」と謡いはじめ、家来一同は涙をながす。義経はさらに「弓馬の家に生まれて頼朝の命にしたがい、平家を追って西海に戦い、山野に野営し、敵をほろぼしたのに その忠義もいたずらになってしまった。思うことがかなわないのが憂き世だとは知るものの、まっすぐな人は苦しんで、讒言をするものは勢いを得る。神も仏もないものだろうか」と述べる（舞台上では地謡と子方が謡う）。

### 富樫が追ってきて酒宴になる
場面はもどって安宅の関。橋懸で富樫が太刀持ちを呼び、さっきの山伏に酒を贈りたいので先にいってそのことを告げてこいと命じる。太刀持ちは急いで追いつき、その場の強力に「さきほどの失礼のおわびに酒をもってきた。じきに富樫さまがみえるのでそう伝えてくれ」と言う。強力が弁慶にそのことを告げると「驚いたことだ。しかしお目にかかろう」と言い、やがてやってきた富樫を迎える。
弁慶は「酒をのませて人を油断させようという腹だな」とさとり、怪しまれないように気をつけよと一同に注意をうながす。そして酒に酔った体で「面白や山水に盃をうかめては」と謡いはじめる。弁慶はもともと比叡山では延年舞の芸能僧であったので「鳴るは滝の水」という延年の一節を口ずさみ、富樫に酌をする。富樫はこれを受け、その延年の舞をみせてほしいと言う。そこで弁慶の舞（通常では男舞）になる。「鳴るは滝の水 日は照るとも絶えずとうたり」という今様から「とくとく立てや（中略）心許すな関守の人々。いとま申してさらばよとて（中略）虎の尾を踏み毒蛇の口を逃れたる心地して、陸奥の国へぞ下りける（はやく立ちなさい。関守に心ゆるしてはいかん。おいとまします。さようなら。あぶないところをやっとのがれた心地だと、陸奥の国へと向かった）」という謡で一同、陸奥の国へむけて逃れ行く。

## 後世への展開
能の『安宅』は後世、さまざまな演劇作品、講談などに展開していった。
- 歌舞伎『勧進帳』 - 天保11年（1840年）初演。歌舞伎十八番のひとつ
- 人形浄瑠璃『勧進帳』 - 歌舞伎作品をもとに明治28年（1895年）初演
- 講談『安宅の勧進帳』
- 映画『虎の尾を踏む男達』
- 素人歌舞伎『義太夫勧進帳』 - 小松市の素人歌舞伎用の新作。